# Śmierć (obraz Jacka Malczewskiego 1917)
Śmierć – obraz olejny autorstwa Jacka Malczewskiego, namalowany w roku 1917. Obecnie dzieło znajduje się w zbiorach Muzeum Sztuki w Łodzi. Jest to drugi obraz zatytułowany „Śmierć” Jacka Malczewskiego. Pierwszy o tym tytule powstał w 1902 roku.